# Лемор
Лемо́р (англ. Lemoore) — город в штате Калифорния, США. Находится в округе Кингс и входит в метрополитенский статистический ареал Ханфорда-Коркорана, который полностью включает в себя округ Кингс. В 2010 году в городе проживали 25 325 человек.

## Географическое положение
Лемор находится в центре штата Калифорния и на севере округа Кингс. Находится в долине Сан-Хоакин. По данным Бюро переписи населения США город Лемор имеет общую площадь в 22,058 квадратных километров.

## История
Доктор Ловерн Ли Мор открыл территорию нынешнего города в 1871 году, в то время это был округ Туларе. Поселение находилось недалеко от озера Туларе, наибольшего источника воды в центральной Калифорнии. Вскоре на местности проживало несколько семей, однако они были достаточно обособлены. Доктор Мор объединил фермы и организовал почтовый офис в центре территории в 1873 году. Почтовое отделение отказалось от предложенного имени города Латаш, и было решено назвать город Лемор в честь основателя. В 1877 году через город прошла железная дорога. В 1893 году округ Туларе был разделён законом легислатуры штата на два округа. Западный из них стал округом Кингс. После основания нового округа происходил выбор нового окружного центра между Лемором и Ханфордом, однако к тому моменту население Ханфорда превышало население Лемора и через него проходили 2 железные дороги, поэтому предпочтение было отдано Ханфорду. Город был инкорпорирован в 1900 году.

## Население
По данным переписи 2010 года население Лемора составляло 24 531 человек (из них 49,8 % мужчин и 50,2 % женщин), в городе было 8196 домашних хозяйств и 6070 семей. Расовый состав: белые — 56,8 %, коренные американцы — 1,4 % афроамериканцы — 6,4 %, азиаты — 8,2 % и представители двух и более рас — 6,8 %. 40,0 % населения города — латиноамериканцы (36,2 % мексиканцев).
Из 8196 домашних хозяйств 49,7 % представляли собой совместно проживающие супружеские пары (25,5 % с детьми младше 18 лет), в 16,9 % семей женщины проживали без мужей, в 7,4 % семей мужчины проживали без жён, 25,9 % не имели семьи. 7,8 % домашних хозяйств составили разнополые пары, не состоящие в браке, 0,5 % — однополые супружеские пары. В среднем домашнее хозяйство ведут 2,99 человек, а средний размер семьи — 3,42 человека.
Население города по возрастному диапазону по данным переписи 2010 года распределилось следующим образом: 30,8 % — жители младше 18 лет, 5,0 % — между 18 и 21 годами, 56,9 % — от 21 до 65 лет и 7,3 % — в возрасте 65 лет и старше. Средний возраст населения — 28,6 года. На каждые 100 женщин в Леморе приходилось 99,1 мужчин, при этом на 100 совершеннолетних женщин приходилось уже 95,4 мужчин сопоставимого возраста.
Динамика численности населения и происхождение жителей:
|  |

| Происхождение населения | Происхождение населения | Происхождение населения | Происхождение населения | Происхождение населения | Происхождение населения | Происхождение населения | Происхождение населения |
| ----------------------- | ----------------------- | ----------------------- | ----------------------- | ----------------------- | ----------------------- | ----------------------- | ----------------------- |
| Американцы              | 1938                    |                         | Греки                   | 0                       |                         | Русские                 | 19                      |
| Арабы                   | 11                      |                         | Венгры                  | 29                      |                         | Шотландцы               | 301                     |
| Чехи                    | 74                      |                         | Ирландцы                | 2787                    |                         | Украинцы                | 33                      |
| Датчане                 | 92                      |                         | Итальянцы               | 434                     |                         | Шведы                   | 199                     |
| Англичане               | 1368                    |                         | Литовцы                 | 22                      |                         | Швейцарцы               | 85                      |
| Французы                | 186                     |                         | Норвежцы                | 255                     |                         | Валлийцы                | 20                      |
| Франкоканадцы           | 162                     |                         | Поляки                  | 139                     |                         | Африканцы               | 0                       |
| Немцы                   | 1702                    |                         | Португальцы             | 971                     |                         | Голландцы               | 154                     |

## Экономика
В 2014 году в городе было 13 009 человек старше 16 лет, имеющих работу. При этом мужчины имели медианный доход в 44 246 долларов США в год против 34 124 долларов среднегодового дохода у женщин. В 2014 году медианный доход на семью оценивался в 56 775 $, на домашнее хозяйство — в 52 701 $. Доход на душу населения — 23 836 $ в год. 11,3 % от всего числа семей в Леморе и 14,1 % от всей численности населения находилось на момент переписи за чертой бедности, из которых 22,3 % составляли жители младше 18 и 9,3 % старше 65 лет.